# Luv Is Rage
Luv Is Rage è il primo mixtape ufficiale del rapper americano Lil Uzi Vert.

## Tracce
1. Safe House – 3:56
2. Banned from TV – 2:57
3. Super Saiyan – 2:27
4. 7AM – 3:40
5. Yamborghini Dream feat. Young Thug – 3:49
6. Right Now – 3:48
7. Moist – 4:06
8. Top – 3:54
9. Queso feat. Wiz Khalifa – 3:57
10. All My Chains – 3:29
11. Belly – 3:38
12. Wit My Crew / 1987 – 6:21
13. Nuyork Night at 21 – 2:46
14. Enemies – 4:08
15. Ballin' to the End – 4:38
16. Paradise – 2:53

## Formazione
Musicisti
- Lil Uzi Vert - voce
- Young Thug - voce aggiuntiva (traccia 5)
- Wiz Khalifa - voce aggiuntiva (traccia 9)

Produzione
- Kesha "K. Lee" Lee - registrazione
- Slade Da Monsta - registrazione
- Don Cannon - missaggio, mastering
- Glenn Schick - mastering